# FK Vlasina Vlasotince
Maillots
Dernière mise à jour : 7 février 2012.
Le Fudbalski Klub Vlasina Vlasotince (en serbe : Фудбалски Клуб Власина Власотинце), plus couramment abrégé en FK Vlasina, est un club serbe de football fondé en 1920 et basé dans la ville de Vlasotince.

## Personnalités du club

### Présidents du club
- Slobodan Đorđević

### Entraîneurs du club
- Vitomir Dojčinović
- Dragan Nikolić